# يوكي فوك
يوكي فوك (باليابانية: 福家 勇輝) (25 أبريل 1991 في ساكايدي في اليابان – )؛ هو لاعب كرة قدم ياباني سابق كان يلعب كمهاجم.

## وصلات خارجية
- يوكي فوك على موقع رابطة كرة القدم اليابانية للمحترفين (اليابانية)
- يوكي فوك على موقع قاعدة بيانات كرة القدم.إي يو (الإنجليزية)
- يوكي فوك على موقع Soccerway.com (الإنجليزية)
- يوكي فوك على موقع عالم كرة القدم.نت (الإنجليزية)